# Dennița, Iambol
Dennița (în bulgară Денница) este un sat în comuna Bolearovo, regiunea Iambol,  Bulgaria. 

## Demografie
Componența etnică a satului Dennița
     Romi (14,81%)
     Bulgari (83,95%)
     Nicio identificare (1,23%)
     Altele (0%)
La recensământul din 2011, populația satului Dennița era de 81 locuitori. Din punct de vedere etnic, majoritatea locuitorilor (83,95%) erau bulgari, cu o minoritate de romi (14,81%). Pentru 1,23% din locuitori nu este cunoscută apartenența etnică.